# Rishikesh
Rishikesh (em hindi:  ऋषिकेश; em sânscrito:  हृषीकेश) é uma cidade, conselho municipal e uma taluca no distrito de Dehradun, no estado indiano de Uttarakhand. Situada aos pés do Himalaia no norte da Índia, é conhecida como portal para a região de Garhwal and 'Yoga Capital of the World'. Fica a aproximadamente 25 km ao norte de Haridwar e a 43 km a sudeste da capital estadual, Dehradun. Rishkesh é conhecida como lugar de peregrinação e reconhecida como um dos lugares mais sagrados para os hindus. Santos e sábios hindus visitaram Rishikesh desde a Antiguidade em busca de elevação de conhecimento.
Em setembro de 2015 o ministro do Turismo da Índia, Mahesh Sharma, anunciou que Rishikesh e Haridwar receberiam o título de "cidades-gêmeas patrimônio nacional". Em função da importância religiosa do lugar, comida não vegetariana e bebidas alcoólicas são estritamente proibidas em Rishikesh.

## Etimologia
IAST: "Hṛṣīkeśa" (em sânscrito:  हृषीकेश) é um nome de Vishnu composto de hṛṣīka significando 'sentidos' e īśa significando 'Senhor', rendendo assim 'Senhor dos Sentidos'. O nome celebra uma aparição de Vishnu a Raibhya Rishi, como resultado de sua tapasya (austeridades), como Hrishikesha. No Escanda Purana, esta área é conhecida como Kubjāmraka (कुब्जाम्रक) em função de Vishnu ter aparecido sob uma mangueira. Outra lenda diz que um fogo feroz arrasou tudo por ali. Shiva enraiveceu-se com Agni e o amaldiçoou. Então Agni rezou ali pela expiação de seus pecados, o que deu ao lugar outro nome: 'Agni Tīrtha' (अग्नि तीर्थ) — o lugar sagrado para fazer a penitência de Agni, a divindade do fogo.

## História

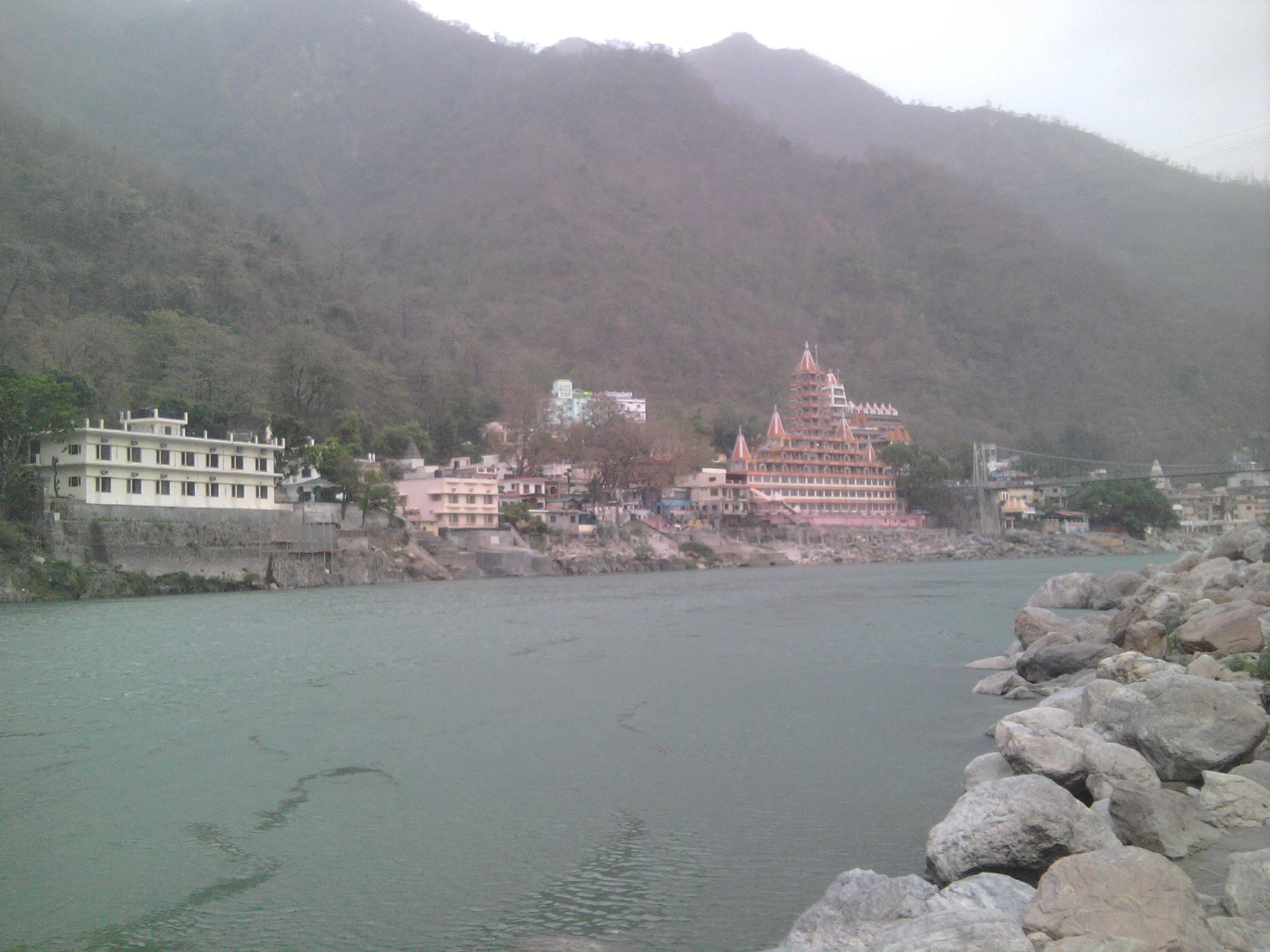
Vista de Rishikesh a partir da praia.

Rishikesh faz parte da lendária 'Kedarkhand' (a divisão de Garhwal). As lendas declaram que Rama penitenciou-se por ter matado Ravana, o rei asura de Lanka e Lakshmana, seu irmão mais novo, cruzou o Ganges num certo ponto, hoje conhecido como Lakshman Jhula (लक्ष्मण झूला), onde atualmente se localiza a ponte, fazendo uma travessia com cordame de juta.
O sagrado Rio Ganges corre por Rishikesh. Aqui o rio deixa a serra de Shivalik nos Himalaias e se dirige às planícies do norte da Índia. Vários templos hindus, tanto antigos quanto recentes, situam-se às margens do Ganges em Rishikesh. Assim como ocorre com Haridwar, Rishikesh é considerada pelos hindus uma cidade sagrada, vegetariana por lei. Carne e álcool não são servidos na cidade.

## Geografia
Rishikesh situa-se em 30° 06′ 12″ N, 78° 17′ 41″ L, possuindo uma altitude média de 372 m.
Apesar da poluição hídrica do Ganges, a água em Rishikesh está relativamente pouco afetada em função de o grande despejo de efluentes ocorrer rio abaixo, especialmente a partir do estado vizinho de Uttar Pradesh.
De acordo com a Classificação climática de Köppen, o clima de Rishikesh classifica-se como subtropical úmido (Cwa).
| Dados climatológicos para Rishkesh, Uttarakand | Dados climatológicos para Rishkesh, Uttarakand | Dados climatológicos para Rishkesh, Uttarakand | Dados climatológicos para Rishkesh, Uttarakand | Dados climatológicos para Rishkesh, Uttarakand | Dados climatológicos para Rishkesh, Uttarakand | Dados climatológicos para Rishkesh, Uttarakand | Dados climatológicos para Rishkesh, Uttarakand | Dados climatológicos para Rishkesh, Uttarakand | Dados climatológicos para Rishkesh, Uttarakand | Dados climatológicos para Rishkesh, Uttarakand | Dados climatológicos para Rishkesh, Uttarakand | Dados climatológicos para Rishkesh, Uttarakand | Dados climatológicos para Rishkesh, Uttarakand |
| Mês                                            | Jan                                            | Fev                                            | Mar                                            | Abr                                            | Mai                                            | Jun                                            | Jul                                            | Ago                                            | Set                                            | Out                                            | Nov                                            | Dez                                            | Ano                                            |
| ---------------------------------------------- | ---------------------------------------------- | ---------------------------------------------- | ---------------------------------------------- | ---------------------------------------------- | ---------------------------------------------- | ---------------------------------------------- | ---------------------------------------------- | ---------------------------------------------- | ---------------------------------------------- | ---------------------------------------------- | ---------------------------------------------- | ---------------------------------------------- | ---------------------------------------------- |
| Temperatura máxima média (°C)                  | 17,0                                           | 22,0                                           | 29,0                                           | 35,0                                           | 39,0                                           | 38,0                                           | 33,0                                           | 32,0                                           | 32,0                                           | 30,0                                           | 25,0                                           | 20,0                                           | 29,3                                           |
| Temperatura mínima média (°C)                  | 5,0                                            | 8,0                                            | 14,0                                           | 18,0                                           | 23,0                                           | 25,0                                           | 25,0                                           | 24,0                                           | 23,0                                           | 15,0                                           | 9,0                                            | 6,0                                            | 16,3                                           |
| Precipitação (mm)                              | 51                                             | 33                                             | 34                                             | 9                                              | 20                                             | 94                                             | 482                                            | 495                                            | 219                                            | 76                                             | 9                                              | 17                                             | 1 539                                          |
| Dias com precipitação                          | 3                                              | 2                                              | 3                                              | 1                                              | 2                                              | 7                                              | 15                                             | 16                                             | 8                                              | 2                                              | 0                                              | 1                                              | 60                                             |
| Fonte:                                         |                                                |                                                |                                                |                                                |                                                |                                                |                                                |                                                |                                                |                                                |                                                |                                                |                                                |

## Demografia
Pelos dados do censo indiano de 2011, Rishikesh contava com 102 138 habitantes, sendo deles 54 466 homens e 47 672 mulheres. A taxa de alfabetização era de 86,86%, comparada à média nacional de 74,04%.

## Centro de Yoga
Rishikesh é às vezes apelidada de "Capital mundial da Yoga", possui vários centros de yoga que atraem turistas. Acredita-se que a meditação em Rishikesh aproxima a pessoa de alcançar a moksha, assim como um mergulho nas águas sagradas do rio que corta a cidade.
Em fevereiro de 1968, os Beatles visitaram o ashram de Maharishi Mahesh Yogi em Rishikesh. John Lennon gravou a "The Happy Rishikesh Song". Os Beatles compuseram várias canções durante seu tempo no ashram de Maharishi, algumas das quais figuram no disco conhecido como Álbum Branco. Vários outros artistas, dentre eles Mike Love, The Beach Boys e Donovan visitaram o lugar para contemplar e meditar. O antigo palácio real do marajá de Tehri Garhwal, próximo a Narendranagar, abriga agora um retiro de yogues.

### Efeitos no ambiente espiritual

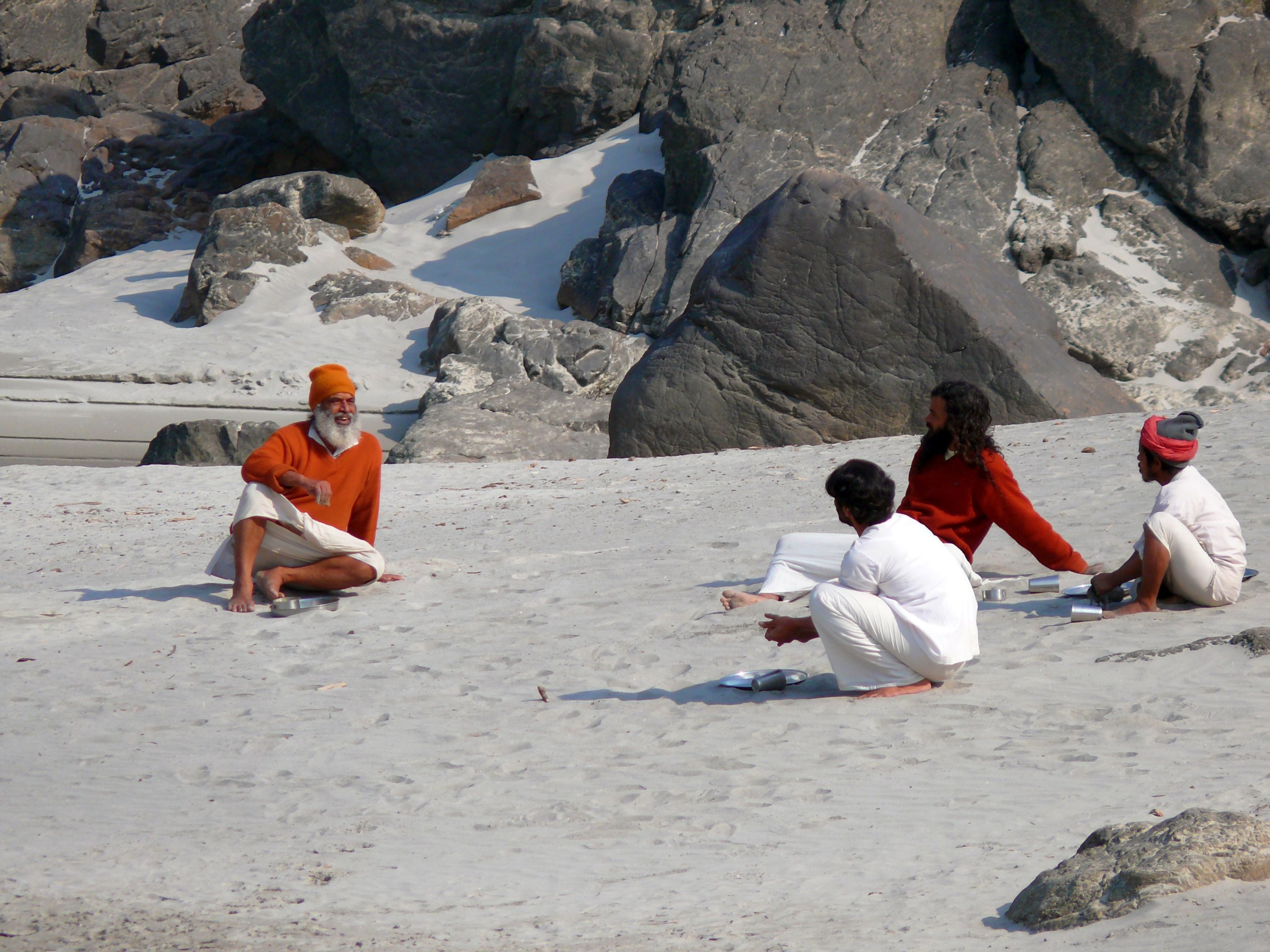
Bate-papo nas margens do Ganges em Rishikesh.

Tem sido relatado que grandes números de turistas em visita a Rishikesh têm consumido drogas e álcool e aparecendo parcialmente nus em praias, levando a reclamações de que o ambiente espiritual da água tem sido afetado.
De acordo com muitos yogis e sadhus hindus, as margens do rio têm importância espiritual e religiosa, por ser o lugar onde o Rio Ganges se forma através da confluência dos rios Bhagirathi e Alaknanda em Devprayag na região de Garhwal dos Himalaias. Santos e yogis têm meditado às margens do Ganges desde a Antiguidade. Mas como essas margens têm sido poluídas por garrafas de bebidas alcoólicas e pelas atividades e pelo comportamento obscenos nos acampamentos, tem sido pedida por eles a proibição de atividades como o rafting, entre outras.

## Galeria

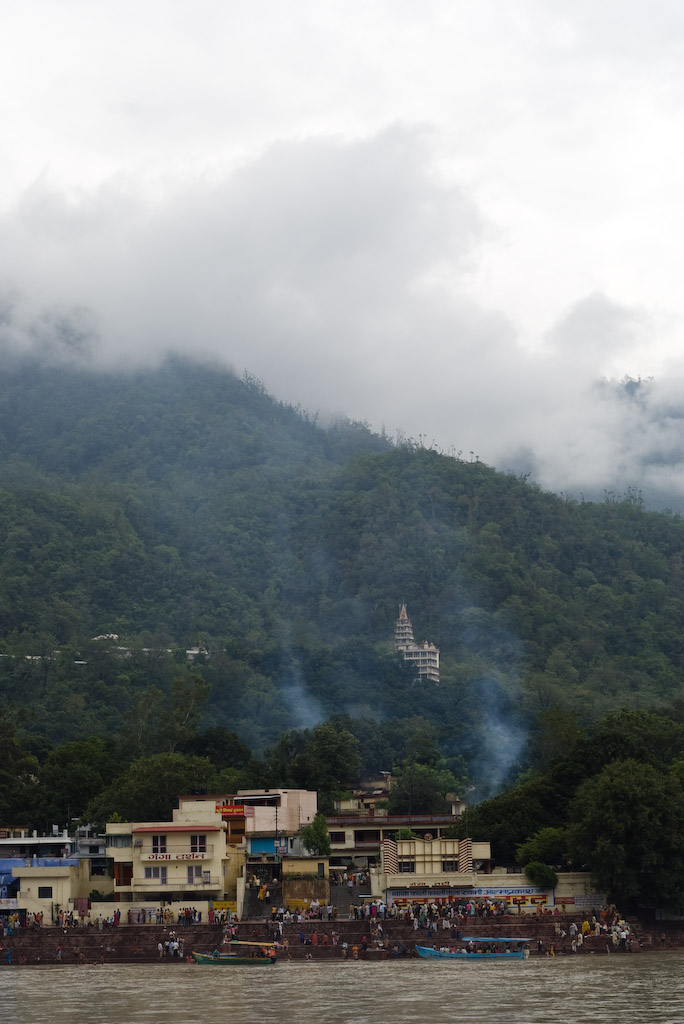
Ghats no Rio Ganges
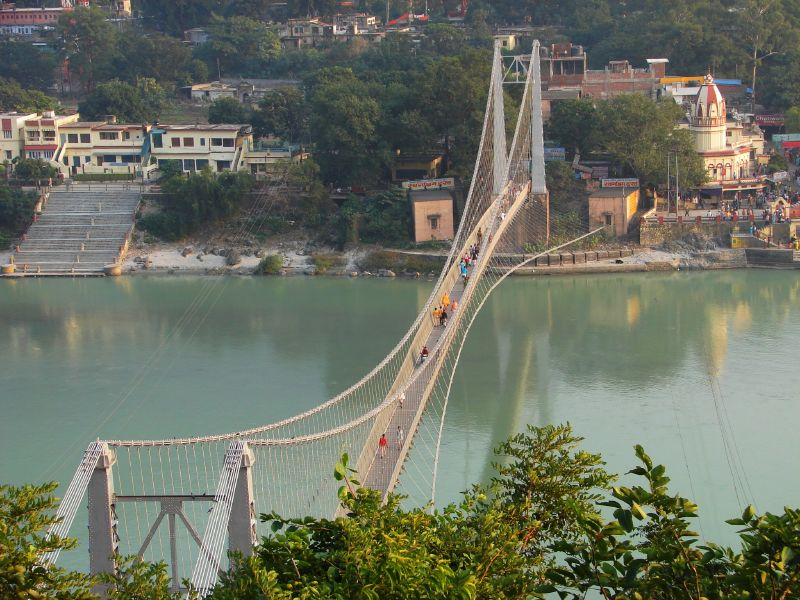
A ponte Ram Jhula, construída na década de 1980
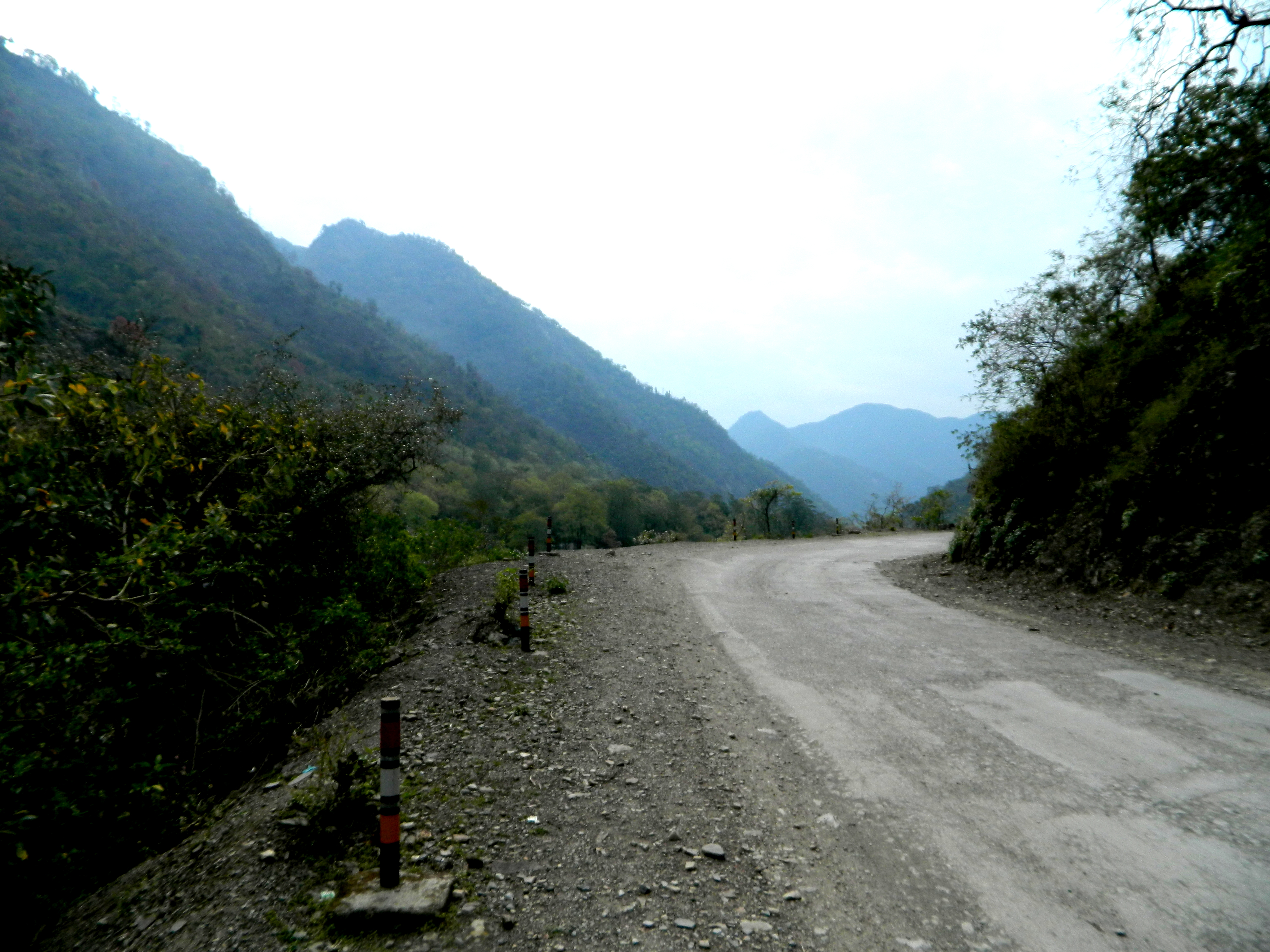
Visão da rodovia em direção a Rishikesh
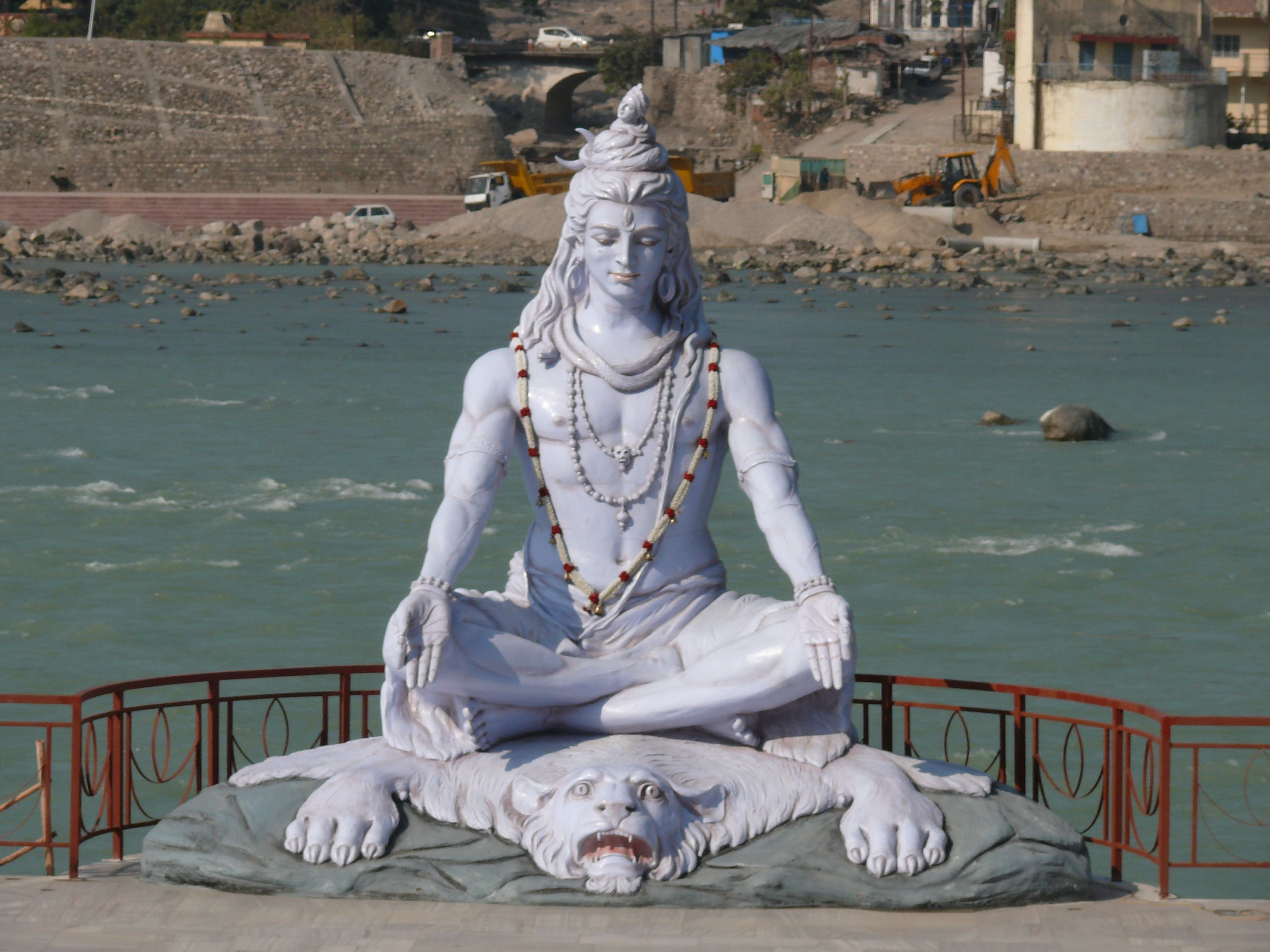
A estátua de Shiva que ficava próxima a Parmarth Niketan e que foi levada pelas enchentes de 2013 no norte da Índia.
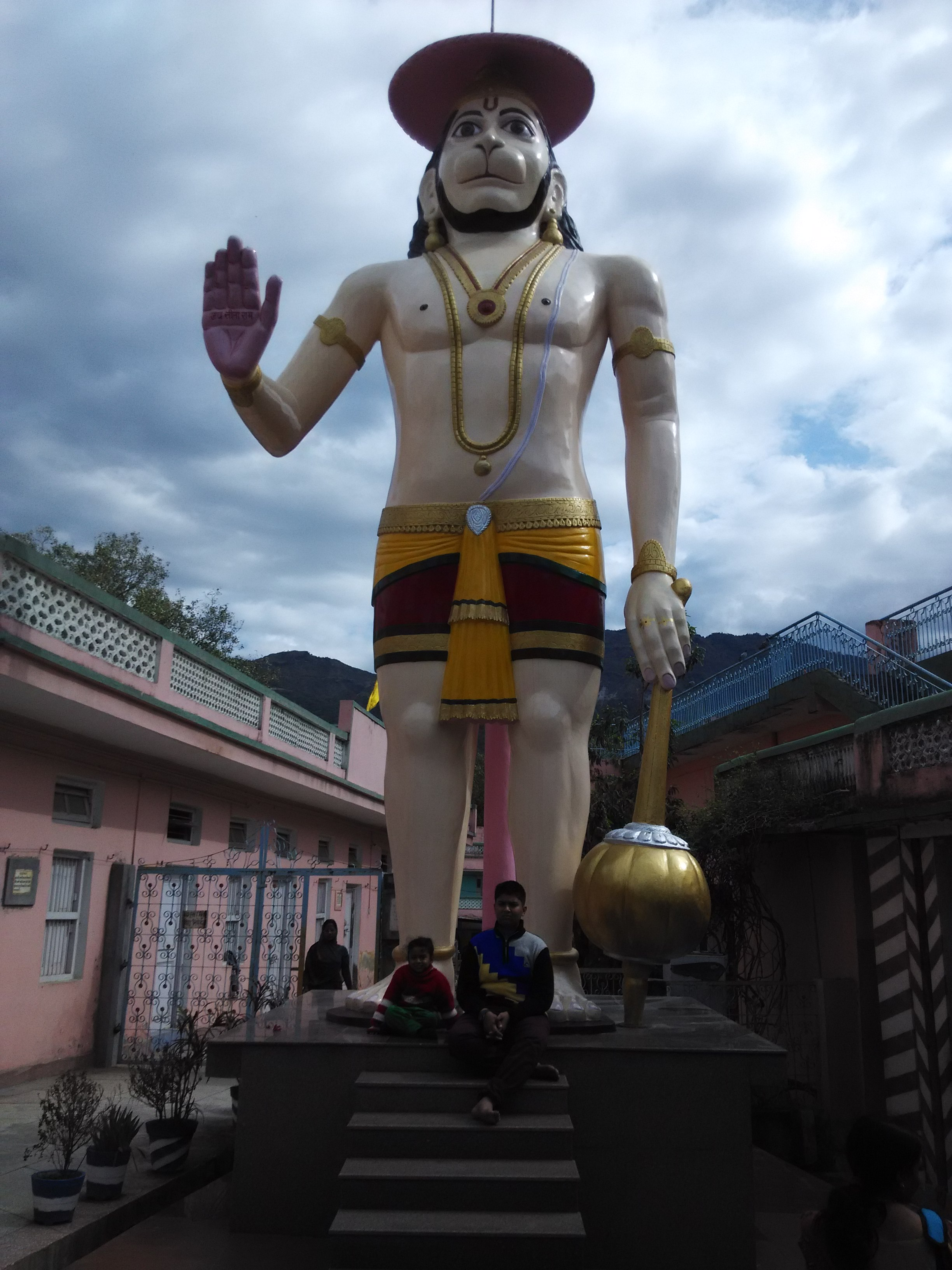
Um templo dedicado a Hanuman em Rishikesh